# Yoshio Kikugawa
Nihongo Yoshio Kikugawa (Japans: 菊川 凱夫, Kikugawa Yoshio) (Fujieda, 12 september 1944 – Kyoto, 2 december 2022) was een Japans voetballer die als verdediger speelde.

## Clubcarrière
In 1964 ging Kikugawa naar de Meiji University, waar hij in het schoolteam voetbalde. Nadat hij in 1968 afstudeerde, ging Kikugawa spelen voor Mitsubishi Motors. Met deze club werd hij in 1969 en 1973 kampioen van Japan. Kikugawa veroverde er in 1971 en 1973 de Beker van de keizer. In 7 jaar speelde hij er 94 competitiewedstrijden en scoorde 2 goals. Kikugawa beëindigde zijn spelersloopbaan in 1974.

## Japans voetbalelftal
Yoshio Kikugawa debuteerde in 1969 in het Japans nationaal elftal en speelde 16 interlands.

## Overlijden
Kikugawa overleed op 2 december 2022 in een ziekenhuis in Kyoto aan een longontsteking. Hij werd 78 jaar oud.

## Statistieken
| Japans voetbalelftal | Japans voetbalelftal | Japans voetbalelftal |
| Jaar                 | Wed.                 | Dlp.                 |
| -------------------- | -------------------- | -------------------- |
| 1969                 | 2                    | 0                    |
| 1970                 | 12                   | 0                    |
| 1971                 | 2                    | 0                    |
| Totaal               | 16                   | 0                    |